# Odeonsplatz (stacja metra)
Odeonsplatz – stacja metra w Monachium, na linii U3, U4, U5 i U6. Jest jedną z najważniejszych stacji węzłowych systemu metra w Monachium. Znajduje się w dzielnicy Altstadt-Lehel. Stacja została otwarta 19 października 1971. Nad nią znajduje się jeden z najważniejszych placów miejskich Monachium - Odeonsplatz.